# Їхав, їхав козак містом
«Їхав, їхав козак містом» — українська козацька народна пісня. Виконується у темпі маршу.
Пісню в аранжуванні Григорія Верети виконує Національна капела бандуристів України ім. Г. Майбороди, диригент Микола Гвоздь. Солісти — Євген Береза та Олександр Юхименко.
Серед виконавців — гурти Журборіз, Медобори, Ot Vinta!, Kozak System (альбом «Шабля»)
Пісня є в репертуарі бандуриста Олександра Грикуна.
Відомий також буковинський варіант цієї пісні «Раз над'їхав козак з міста» записаний та гармонізований фольколористом Леопольдом Ященком у збірнику «Буковинські народні пісні» за 1963 рік і виконаний народним хором Гомін. Відомий виконанням ВІА «Смерічка» та Віктора Морозова з музичного фільму «Співає ВІА „Смерічка“», 1985 р. [Архівовано 25 вересня 2015 у Wayback Machine.], Тараса Житинського. Цей варіант набув значної популярності у концертному виконанні неавтентичних фольклорних колективів.